# Фінансове регулювання
Фінансове регулювання (англ. Financial regulation) — форма регулювання або нагляду, яка підпорядковує фінансові установи певним вимогам, обмеженням та керівним принципам, спрямованим на збереження цілісності фінансової системи. Це може бути вирішено як урядовою, так і недержавною організацією. Фінансове регулювання також вплинуло на структуру банківських секторів шляхом збільшення різноманітності наявних фінансових продуктів.

## Цілі і завдання фінансового регулювання
- Формування довіри до фінансового ринку
- Підтримка фінансової стабільності
- Забезпечення захисту споживачів
- Скорочення рівня фінансових злочинів
- Регулювання іноземного капіталу на фінансових ринках

## Органи фінансового регулювання по країнах
США
- Федеральна резервна система ("Fed")
- Комісія з цінних паперів і бірж (SEC)
- Служба регулювання галузі фінансових послуг (FINRA)
- Комісія з торгівлі товарними ф'ючерсами (CFTC)
- Федеральна корпорація зі страхування вкладів (FDIC)

Велика Британія
- Банк Англії (BoE)

Німеччина
- Федеральне управління фінансового нагляду (BaFin)

Китай
- Комісія з регулювання банківської діяльності (CBRC)

Індія
- Резервний банк Індії (RBI)

Україна
- Національний банк України (NBU)